# Seongnyeonui Nal
Seongnyeonui Nal (etwa ‚Tag der Volljährigkeit‘) ist ein Tag zur Feier der Volljährigkeit in Südkorea und wird jährlich am dritten Montag im Monat Mai begangen.
Nach dem Recht der Republik Korea erreicht man die Volljährigkeit am 1. Januar des Jahres, in dem man 19 Jahre alt wird.
Die ersten Aufzeichnungen über die Feierlichkeiten der Volljährigkeit in Korea gehen bis ins Jahr 965 in das Zeitalter der Goryeo-Dynastie zurück. Während der Joseon-Dynastie (1392–1910) wurde es zu einem beliebten Brauch in der oberen Klasse.
Traditionell gab es unterschiedliche Zeremonien für Männer und Frauen. Die Zeremonie für Männer nennt sich Gwallye (관례/冠禮). Dabei wird das Haar zu einem Knoten über dem Kopf gemacht und durch einen Hut bedeckt. Die Zeremonie der Frauen nennt sich Gyerye (계례/筓禮). Frauen machten ihr Haar dabei zu einem Nackenknoten, der durch eine Haarnadel (비녀 Binyeo) gehalten wurde. Am Ende der Zeremonien wurde der Ahnenschrein der Familie aufgesucht und gemeinsam gegessen und getrunken. Die Rituale waren Voraussetzung für das Schließen einer Ehe. Bis Mitte des 20. Jahrhunderts wurden die Zeremonien von den Gemeinden abgehalten. Doch mit der Zeit verschwand der Brauch und die Regierung richtete einen offiziellen Tag ein, an dem sich die jungen Erwachsenen ihrer Verantwortung bewusst werden sollen.
Zu Hause finden kaum noch Zeremonien statt. Die Eltern gratulieren ihren Kindern mit Geschenken. Die jungen Erwachsenen feiern häufig zusammen und tauschen 20 Rosen oder andere Geschenke aus. Das 19. Lebensjahr entspricht etwa dem 20. nach traditioneller koreanischer Alterszählung. Da der Tag knapp zwei Monate nach Eintritt in die Universität stattfindet, wird er heute als dem Unileben zugehörig empfunden. Durch den Einzug in ein Studentenwohnheim erleben einige direkt zur Volljährigkeit die Unabhängigkeit von den Eltern.